# Recoiled
Recoiled (с англ. — «Завёртнутый») — ремиксовый мини-альбом американской индастриал-рок-группы Nine Inch Nails, на котором представлены ранее официально не издававшиеся ремиксы, созданные Coil.

## Об альбоме
Мини-альбом содержит четыре редких ремикса песен Nine Inch Nails, которые были доступны в интернете в 2013 году как бутлег. Ремиксы были созданы на композиции «Gave Up» (Broken, 1992), «Closer», «The Downward Spiral» и «Eraser» (The Downward Spiral, 1994). Издание Recoiled на CD и виниле ремикс трека «Eraser».
Бутлег был доступен для прослушивания на YouTube и имел название Uncoiled (с англ. — «Развёрнутый»).

## Список композиций

### Цифровая версия
| №                   | Название                                  | Длительность |
| ------------------- | ----------------------------------------- | ------------ |
| 1.                  | «Gave Up» (Open My Eyes)                  | 5:28         |
| 2.                  | «Closer» (Unrecalled)                     | 7:41         |
| 3.                  | «The Downward Spiral» (A Gilded Sickness) | 7:59         |
| 4.                  | «Eraser» (Reduction)                      | 4:14         |
| Общая длительность: | Общая длительность:                       | 25:22        |

### CD-версия
| №                   | Название                                  | Длительность |
| ------------------- | ----------------------------------------- | ------------ |
| 1.                  | «Gave Up» (Open My Eyes)                  | 5:28         |
| 2.                  | «Closer» (Unrecalled)                     | 7:41         |
| 3.                  | «The Downward Spiral» (A Gilded Sickness) | 7:59         |
| 4.                  | «Eraser» (Reduction)                      | 4:14         |
| 5.                  | «Eraser» (Baby Alarm Remix)               | 8:02         |
| Общая длительность: | Общая длительность:                       | 33:24        |

### Винил
| №  | Название                                  | Длительность |
| -- | ----------------------------------------- | ------------ |
| 1. | «Gave Up» (Open My Eyes)                  | 5:28         |
| 2. | «Closer» (Unrecalled)                     | 7:41         |
| 3. | «The Downward Spiral» (A Gilded Sickness) | 7:59         |

| №                   | Название                    | Длительность |
| ------------------- | --------------------------- | ------------ |
| 1.                  | «Eraser» (Reduction)        | 4:14         |
| 2.                  | «Eraser» (Baby Alarm Remix) | 8:02         |
| Общая длительность: | Общая длительность:         | 33:24        |